# Corydalis casimiriana
Corydalis casimiriana är en vallmoväxtart. Corydalis casimiriana ingår i släktet nunneörter, och familjen vallmoväxter.

## Underarter
Arten delas in i följande underarter:
- C. c. brachycarpa
- C. c. casimiriana